# Port pesquer

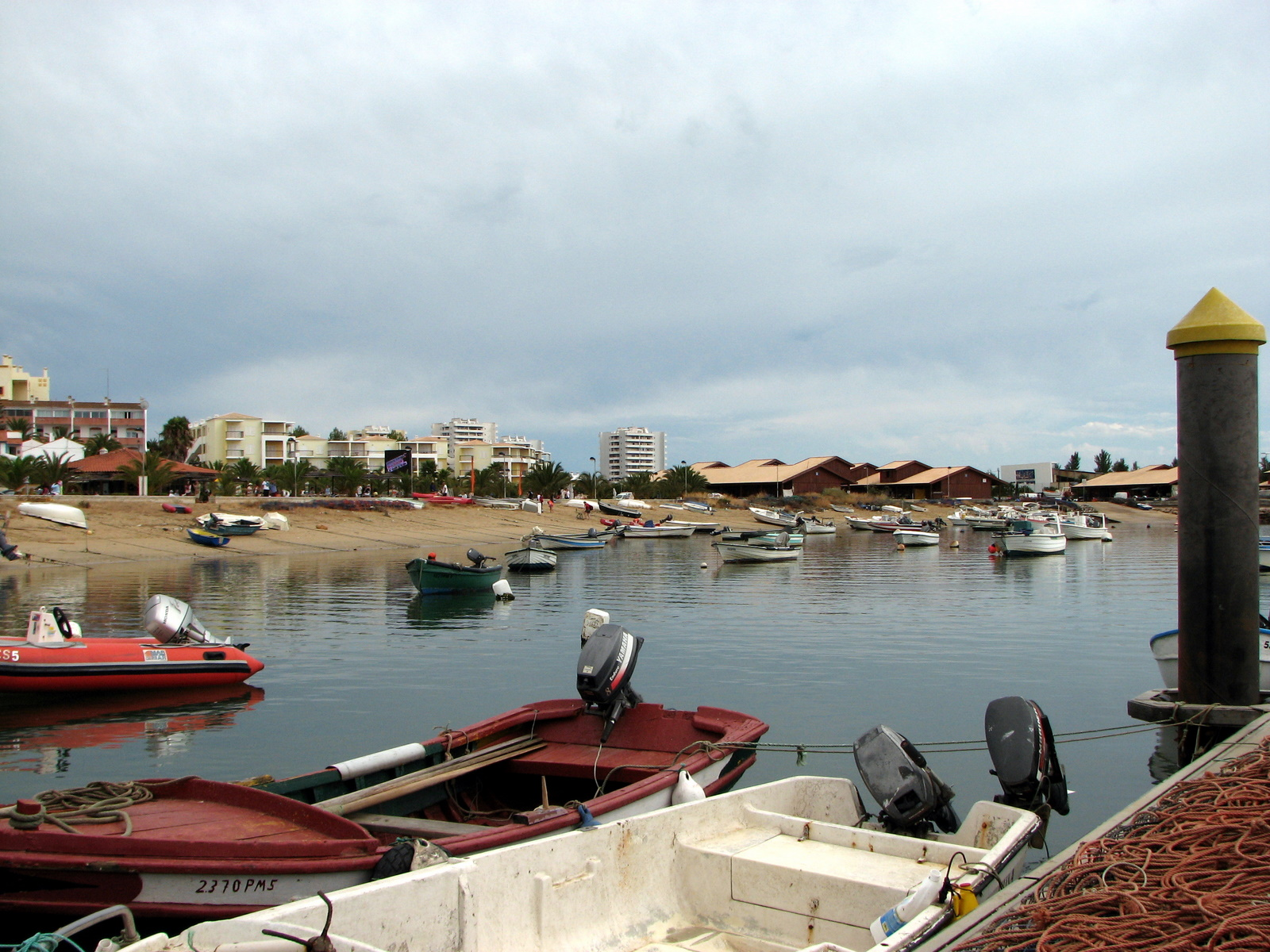
Port pesquer d'Alvor a l'Algarve

Un port pesquer és un port o part de port que serveix de base a flotes pesqueres. Compta amb els serveis necessaris per a la recepció de les captures (mariscs i peixos) i el seu tractament, conservació i transport.
Amb el temps, els ports pesquers s'han canviat de petits nuclis de pescadors artesans a ser «grans ports regits per un seguit de normatives i etiquetes, que segueixen donant feina i reactivant l'economia de moltes famílies». Els vaixells també van evolucionar. Sobretot els vaixells de pesca industrial en alta mar s'han convertit en veritables fàbriques on la captura és netejada, congelada abans d'arribar al port.
Els ports pesquers estan dotats d'infraestructures per rebre els productes del mar. Compten igualment amb els serveis per a la reparar i el mantenir els embarcaments. Els ports pesquers són un centre neuràlgic dels negocis vinculats al món del mar, ja que s'hi aglomeren una gran quantitat d'empreses i serveis. S'hi sol trobar la subhasta del peix –sovint es parla de la llotja o llonja–, el registre i la facturació de les captures i serveis com el subministrament d'aigua i combustibles als vaixells, la recollida selectiva dels residus, el drenatge de la nau i la gestió i neteja de caixes.
A l'estat espanyol, cada vaixell pesquer pot triar i canviar el seu port base segons el decret de 2017. El port de base ha de ser aquell on «el vaixell porti a terme la majoria de les seves activitats d’inici de les marees, despatx i comercialització de captures».
L'esgotament dels peixos o l'ensorrament pot causar que un port pesquer perdi la seva rendibilitat econòmica.

## Els ports pesquers als països catalans
El port pesquer de Tarragona és el més important de Catalunya. El 2006 va tractar nou millions de quilos de diferents captures, sigui 30% del total del país. Altres ports importants són els de La Selva, Roses, l'Escala, l’Estartit, Palamós, Blanes, Arenys de Mar, Vilanova i la Geltrú, Torredembarra, Cambrils, l’Ametlla de Mar, la Ràpita i l'Ampolla.
A les Illes Balears els princials ports pesquers són els de Palma, Eivissa, Maó, Alcúdia i la Savina. El 2018 s'hi comptaven més de cinc-cents pescadors. Portvendres és el primer port pesquer del Rosselló: és un port natural d'aigües pregones. Al País Valencià hi ha 22 ports base que el 2009 acullien 549 embarcacions. Benicarló, Borriana, Castelló de la Plana, Cullera, Dénia, Gandia, Peníscola, Santa Pola, València, la Vila Joiosa i Vinaròs tenen més de vint embarcacions registrades. L'Alguer és un dels principals ports pesquers de la Sardenya.